# Cacus

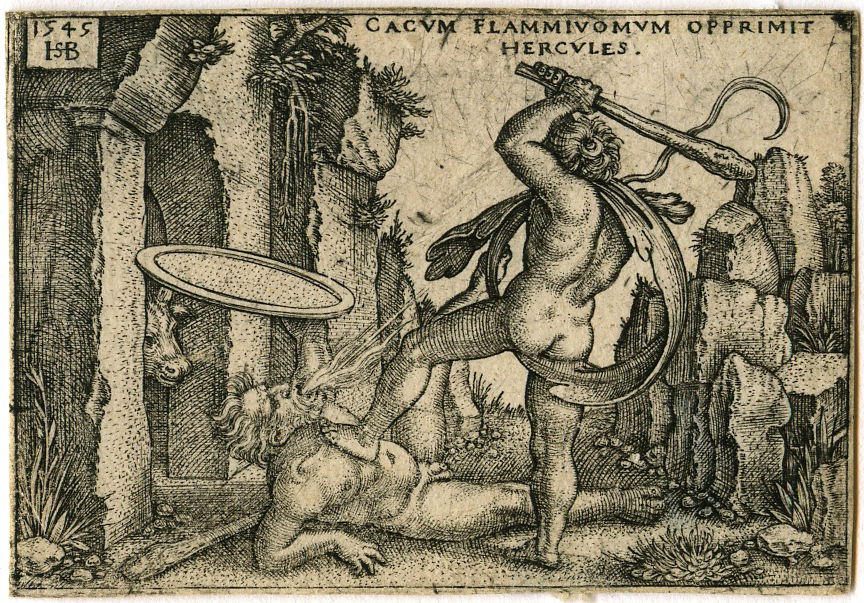
Hercule tuant Cacus cracheur de feu, gravure, Sebald Beham (1545)

Dans la mythologie romaine, Cacus est le fils de Vulcain. C'est un Géant qui vomit des tourbillons de flamme et de fumée. Des têtes sanglantes étaient sans cesse suspendues à la porte de sa caverne située en Italie, dans le Latium, au pied du mont Aventin. Il est le frère de Caca, une déesse romaine du foyer.

## Légende

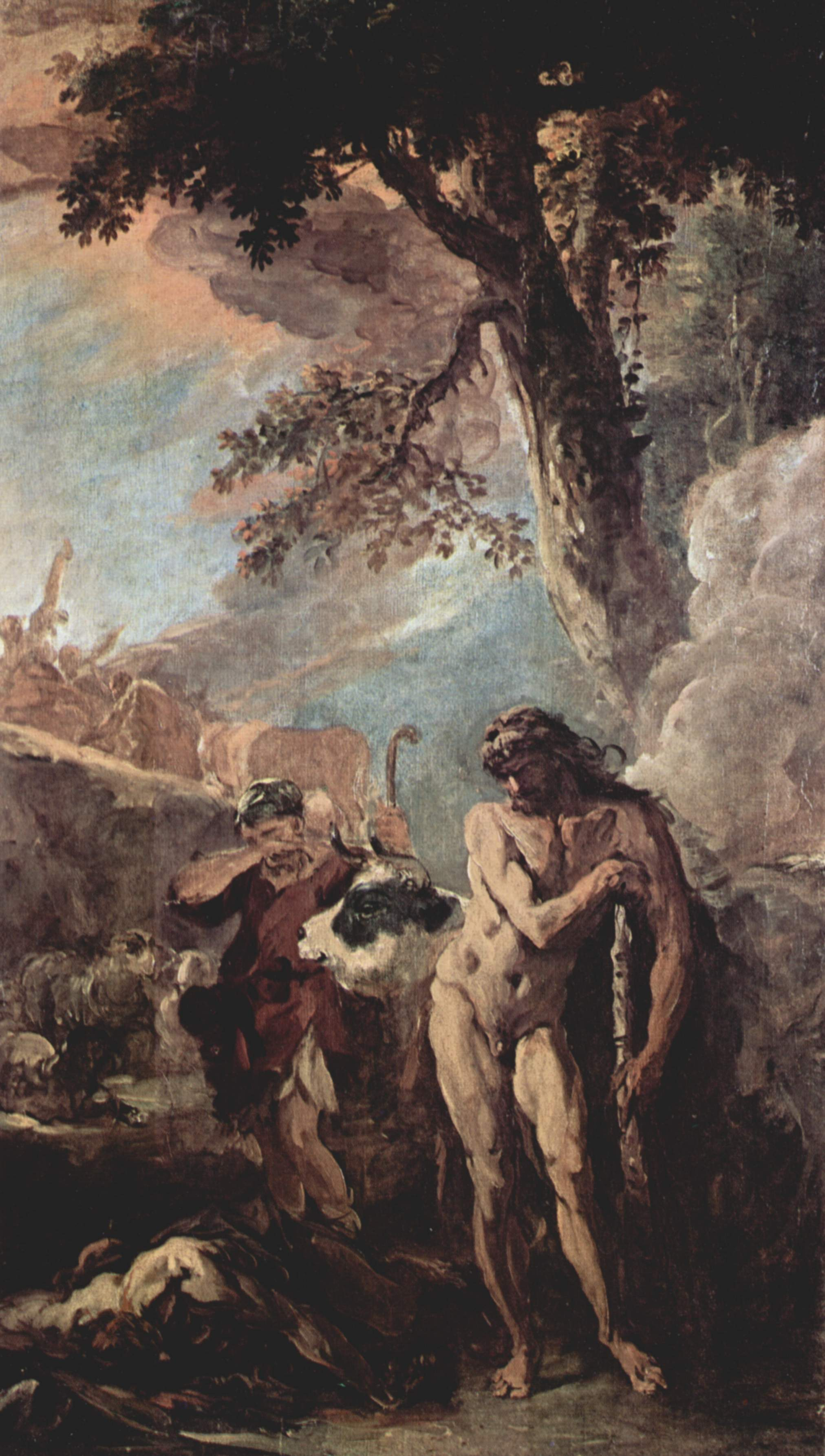
Hercule et Cacus, par Sebastiano Ricci (1706).

Hercule, après la défaite de Géryon, conduisit ses troupeaux de bœufs sur les bords du Tibre, et s'endormit pendant qu'ils paissaient. Cacus en vola quatre paires, et, pour n'être pas trahi par les traces de leurs pas, les traîna dans son antre à reculons, par la queue. Le héros se disposait à quitter ces pâturages, lorsque les bœufs qui lui restaient se mirent à mugir : les vaches enfermées dans l'antre répondirent par des beuglements. Hercule, furieux, court vers la caverne, mais l'ouverture en était fermée avec un rocher énorme que tenaient suspendu des chaînes forgées par Vulcain. Hercule ébranle les rochers, se fraye un passage, s'élance dans la caverne à travers les tourbillons de flamme et de fumée que le monstre vomit. Il le saisit, l'étreint de ses mains robustes et l'étrangle, ce qui fit jaillir ses yeux puis le monstre (monstrum en latin) mourut. Ovide et Dante dans la Divine Comédie le font tuer à coups de massue.
En mémoire de cette victoire, les habitants du voisinage célébrèrent, tous les ans, une fête en l'honneur d'Hercule. Solin a écrit à son sujet : « Ce Cacus habitait l'endroit appelé Saline, où se trouve maintenant la porte Trigemina. Au rapport d’Aulu-Gelle, Cacus jeté dans les fers par Tarchon, roi des Toscans, vers qui l'avait député le roi Marsyas, en lui donnant pour compagnon le Phrygien Mégale, s'échappa, revint aux lieux qu'il habitait d'abord, et puis, avec des forces considérables, s'empara des bords du Vulturne et de la Campanie ; mais, ayant osé toucher aux domaines des Arcadiens, il fut écrasé par Hercule, qui se trouvait alors en ce pays. Mégale trouva un asile chez les Sabins, instruits par lui dans l'art des augures. »
Le Liber monstrorum, catalogue de peuples et créatures légendaires anonyme du VIIIe siècle, narre cette histoire sans nommer Hercule :
« Il y avait en Arcadie un certain monstre appelé Cacus, dans une caverne près du Tibre, crachant des flammes de sa poitrine et tout velu, qui vola quatre taureaux et autant de vaches à leur berger, et à force de force les traîna en arrière par la queue jusqu'à sa caverne, pour qu'ils ne soient pas découverts. »

## Arts

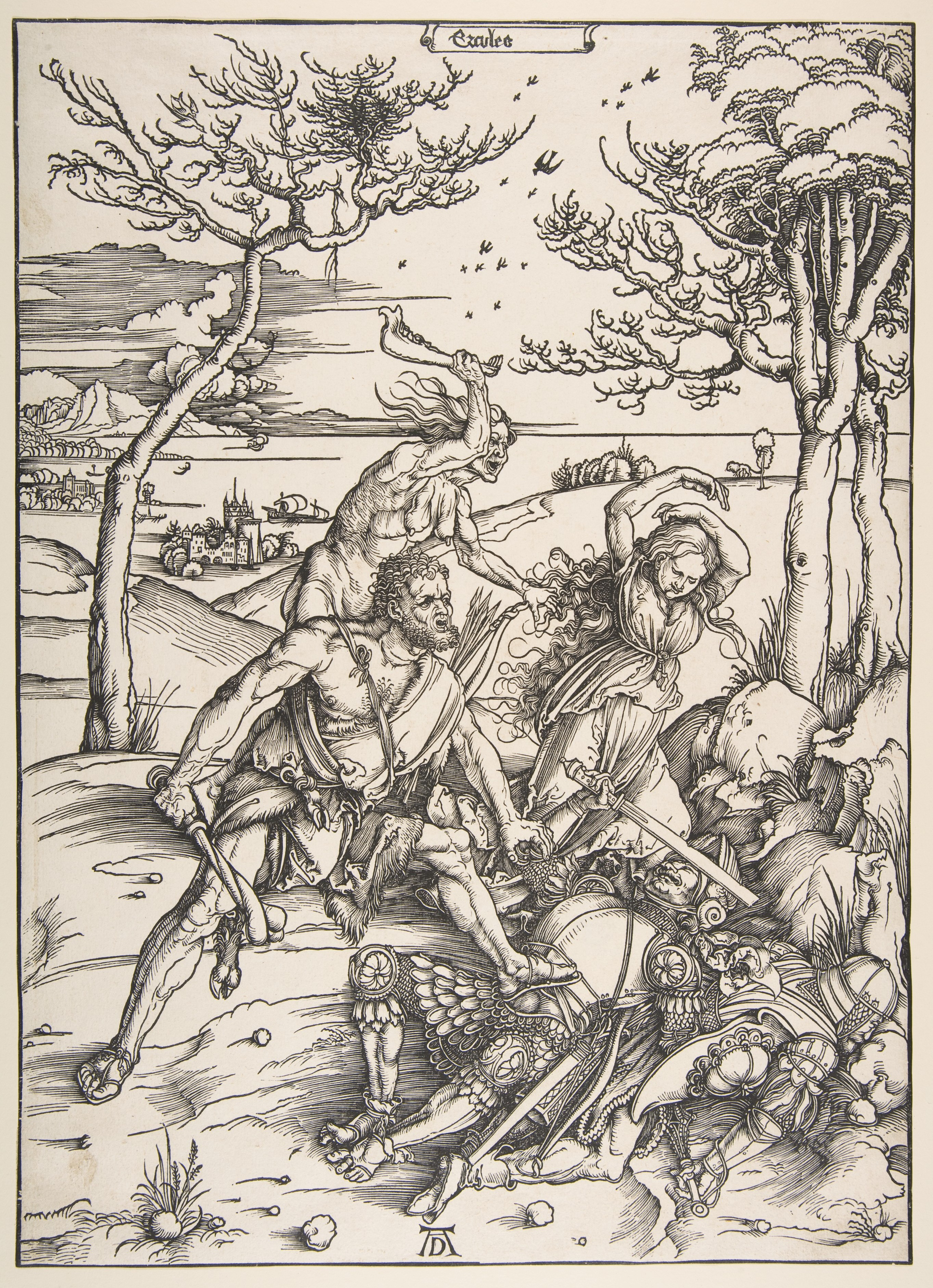
Le combat d'Hercule et de Cacus, par Albrecht Dürer. Gravure sur bois, v. 1496.

Des pierres gravées antiques représentent Cacus dans l'instant du vol, et sur le revers d'une médaille d'Antonin le Pieux, on voit ce monstre renversé, sans vie, aux pieds du héros, autour duquel se presse un peuple reconnaissant. Dans les plafonds peints à Bologne, au palais Zampiéri, par les Carraches, Cacus a une tête de bête sur un corps humain.

## Interprétation
Le motif central de la mythologie de Cacus est le vol des bœufs, l'un des aspects traditionnels du Feu divin perçu comme un Feu voleur en marge de la société.
On a vu dans Cacus une forme de Vulcain qui a pour double humain Horatius Coclès. La forme Cāca a un équivalent exact dans le vieil-indien shākhā- et ses correspondants iraniens « branche ». Jean Haudry pose ainsi un couple de formes *khākh-o- « branche mâle », *khākh-ā- « branche femelle » désignant les deux parties principales d'un foret à feu, Caca étant le foyer et donc une forme première de Vesta,.

## Littérature et poésie
Dans le chant VIII de l'Énéide, Virgile fait raconter à  Évandre l'histoire de Cacus et d'Hercule.
L'écrivain brésilien Federico Detrenha Silva a employé la figure de Cacus dans un long poème satirique en prose écrit en 1937, Quem gosta da maldade ? (Qui aime la méchanceté ?). Il y décrit comment le mauvais géant harangue ses troupes, composées d'« idiots pensant tout savoir, qui hurlent par centaines, brandissant mille drapeaux aux dessins disgracieux, tandis que les fermiers rejoignaient la grande armée sombre et violette avec ferveur, leurs petits ânes s'en allaient doucement, veillant dès lors à ne jamais plus croiser leur chemin ».
Dans une fantaisie cocasse bien à son habitude, Léon-Paul Fargue fait mention du combat entre Hercule et Cacus dans Épaisseurs : « Hercule suant la benzine et le chlore bat Cacus tous les jours, assidûment, comme on bat une carpette. »

## Sources
- Virgile, Énéide, VIII, 182-275
- Tite Live, Histoire I, 7-11
- Solin, Polyhistor chap. I, paragraphe 2
- Plutarque, Dialogue sur l'Amour commenté par Cyril Morana pour les Éditions Mille et une nuits (p. 61).